# قاعدة بيانات علائقية

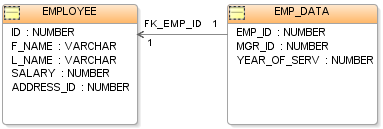

نموذج قاعدة البيانات المترابطة هو نموذج تصميمي لقاعدة البيانات يعتمد على المنطق الضمني. ظهر هذا النموذج ضمن ورقة علمية نشرها العالم إدجار كود عام 1970.

## لمحة تاريخية
في القرن التاسع عشر، قام عالم الرياضيات الألماني جورج كانتور بتقديم نظريته التي عرفت باسم نظرية المجموعات. عند أختراع الحاسوب، تم توظيف هذه النظرية في أبتكار أشكال للبيانات يمكن تمثلها والتعامل معها من خلال الحواسيب، وقد تحقق هذا الهدف في الصيغة التي طرحها عالم الرياضيات الأمريكي د. ل. شيلدز en:D. L. Childs عام 1969 في ورقة علمية بعنوان «وصف تنظيري لبنى البيانات الفئوية» "Description of Set-Theoretic Data Structure"، وقد أعتمد عالم الرياضيات والحاسوب البيرطاني إدجار كود على هذه الورقة في أعداد ورقته العلمية التي اسمها «نموذج مترابط لبيانات بنوك البيانات الكبيرة المشتركة A Relational Model of Data for Large Shared Data Banks» التي قدم فيها لأول مرة نموذج قاعدة البيانات المترابطة.
يعتبر إدجار كود المبتكر الأصلي لنموذج قاعدة البيانات المترابطة، لكن هذا النموذج خضغ للتطوير على يد عدد من الباحثين، ويعتبر جزء كبير من تطوير نموذج قاعدة البيانات المترابطة عائد إلى أبحاث كريس ديت وهيو داروين en:Hugh Darwen.
في كتابهما المنشور عام 1995 والمسمى «البيان الثالث» en:The Third Manifesto بين كريس ديت وهيو داروين كيف يمكن تكييف نموذج قاعدة البيانات المترابطة ليكون متوائماً نموذج للكائنات Object Oriented دون تغيير في المبادئ التي بني عليها.